# Bothriochloa imperatoides
Bothriochloa imperatoides là một loài thực vật có hoa trong họ Hòa thảo. Loài này được (Hack.) Herter mô tả khoa học đầu tiên năm 1940.